# エルンスト・フォム・ラート

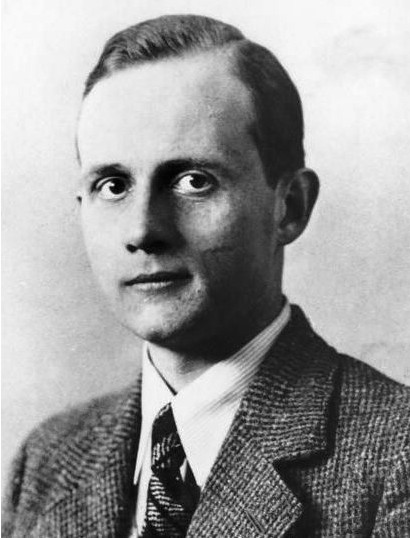
Ernst vom Rath

エルンスト・フォム・ラート（ドイツ語: Ernst vom Rath、1909年6月3日 – 1938年11月9日）は、ドイツの外交官。フランスのパリでユダヤ系ポーランド人ヘルシェル・グリュンシュパンにより暗殺された。この事件によりナチス・ドイツ各地で反ユダヤ主義暴動が発生した（水晶の夜）。

## 略歴
フランクフルト・アム・マインに高級官僚グスタフ・フォム・ラートの息子として生まれる。ブレスラウの学校を出て、ボンやミュンヘンやケーニヒスベルクなどで法律を学んだ。1932年にナチス党に入党し、ドイツの外交官となった。1933年には突撃隊（SA）に入隊。ルーマニアのブカレストに配属されたのち、フランスのパリにあるドイツ大使館で勤務した。
ナチス幹部ラインハルト・ハイドリヒによるユダヤ系ポーランド人のポーランドへの追放令によりヘルシェル・グリュンシュパンの家族は、ポーランド国境付近へ移送され、窮乏した生活を余儀なくされた。グリュンシュパンはこれに激怒し、ユダヤ人の惨状を世界に知らしめようとドイツの高官の暗殺を企図した。1938年11月7日、リボルバーを手にドイツ大使館へ赴いたグリュンシュパンは、応対に出たラートに二発の銃弾を撃ち込んだ。この事件を聞いたベルリンのアドルフ・ヒトラーはただちに侍医二名をラートのために派遣した。フランスの在郷軍人たちも輸血に応じたが、結局ラートは11月9日に死去している。
しかしラートはナチ党員ながら反ナチの人物だったといわれ、ゲシュタポからマークされていた人物でもあった。したがってナチス政権にとっては痛くもかゆくもない暗殺であったと思われる。逆にナチスは、この事件を反ユダヤ主義暴動「水晶の夜」を起こすのに利用することとなるのである。